# کارتر هیو مانی
کارتر هیو مانی (انگلیسی: Carter Manny; ۱۶ نوامبر ۱۹۱۸ – ۱ فوریهٔ ۲۰۱۷) معمار اهل ایالات متحده آمریکا بود.